# Cellarinella margueritae
Cellarinella margueritae är en mossdjursart som beskrevs av Rogick 1956. Cellarinella margueritae ingår i släktet Cellarinella och familjen Sclerodomidae. Inga underarter finns listade i Catalogue of Life.